# Zahraniční vztahy Spojených států amerických

Diplomatické vztahy Spojených států amerických
Spojené státy americké
Státy, které mají diplomatické vztahy se Spojenými státy
Státy, které nemají diplomatické vztahy se Spojenými státy
Sporná území
Antarktida

Spojené státy americké mají formální diplomatické vztahy s většinou států světa. Diplomatické vztahy udržují USA se 189 ze 193 členských států OSN (výjimky tvoří Bhútán, Írán, Severní Korea, Sýrie a pozorovatelský stát OSN Palestina). USA udržují navíc diplomatické vztahy s Evropskou unií a Kosovem. Po dobu několika let měly Spojené státy nejvíce diplomatických postů ze všech států, od roku 2020 jsou na druhém místě za Čínou.

## Řízení zahraniční politiky
Zahraniční vztahy Spojených států jsou řízeny prezidentem, který jako hlava výkonné moci koordinuje směrování zahraniční politiky, a to jak osobní účastí na mezinárodních jednání na nejvyšší úrovni, tak prostřednictvím písemných proklamací, směrnic a diplomatických nót. Dále jako nejvyšší ústavní činitel podle diplomatického protokolu a symbolický nejvyšší zástupce národa uplatňuje svůj vliv neformálně, například prostřednictvím státních návštěv a veřejných proslovů. Své pravomoci vykonává prostřednictvím Ministerstva zahraničí.
Hlava státu má výhradní právo rozhodnout o formálním uznání zahraniční vlády a navázání diplomatických vztahů, a rozhoduje také o dalších aspektech vzájemných vztahů (například v případě vnitropolitických sporů v dané zemi rozhoduje o tom, kdo je uznáván za legitimní vládu, které město je považováno za hlavní nebo zda je sporná oblast považována za státní území či nikoliv).
Ústava v článku II dále přiznává prezidentovi právo jmenovat a odvolávat vyslance, konzuly a další zástupce, rovněž přijímat zahraniční zástupce (které může také v případě nutnosti vyhostit), a dále pravomoc uzavírat mezinárodní smlouvy. Jmenování diplomatických zástupců je podmíněno souhlasem Senátu, k uzavírání smluv je nutný souhlas dvou třetin Senátu. Specifickým typem smluv jsou takzvané výkonné dohody, které nepřekračují rámec výkonné moci a souhlas Senátu nevyžadují.
Další nástroje zahraniční politiky pak upravují federální zákony, na jejichž základě prezident může například rozhodovat o výjimkách z vízové povinnosti nebo naopak o zákazu vstupu určitých skupin cizinců, v případě ohrožení národní bezpečnosti i o internaci a deportaci osob. Rovněž je zmocněn dočasně (maximálně na 150 dní) zvyšovat a snižovat Kongresem stanovené celní tarify a v mimořádných případech také uvalovat zahraniční ekonomické sankce, například v podobě zmrazení účtů a obstavení majetku.

## Evropa

### Státy východní Evropy
Vztahy USA s východní Evropou jsou ovlivněny studenou válkou. Od rozpadu Sovětského svazu přecházely bývalé státy komunistického bloku v Evropě postupně k demokracii a kapitalismu. Mnoho z nich také vstoupilo do Evropské unie a NATO, posílilo ekonomické vazby se západním světem a získalo vojenskou ochranu Spojených států prostřednictvím Severoatlantické smlouvy.

### Francie
Francie navázala se Spojenými státy diplomatické vztahy v roce 1778 a stala se tak první zemí, která uznala americkou nezávislost.
Francie byla důležitým spojencem USA v průběhu americké války za nezávislost – financovala je a zásobovala je střelivem, posléze také na pomoc vyslala své námořnictvo.

## Severní Afrika a Střední Východ
USA mají mnoho důležitých spojenců v regionu Středního východu. Turecko je spojencem Spojených států prostřednictvím svého členství v NATO, Bahrajn, Egypt, Izrael, Jordánsko, Kuvajt, Maroko a Tunisko jsou hlavními spojenci mimo NATO.
Spojené státy svrhly vládu Saddáma Husajna během invaze do Iráku v roce 2003. Turecko je hostitelem přibližně 90 jaderných bomb B61 na letecké základně Incirlik. Mezi další spojence patří Katar, kde sídlí 3 500 amerických vojáků a Bahrajn.

### Izrael
Spojené státy americké jsou jedním z nejvýznamnějších spojenců Izraele. Spojené státy uznaly Stát Izrael 14. května 1948, tedy v den nezávislosti, a staly s tak první zemí na světě, která takto učinila.